# Еберсвальде
Еберсвальде (нім. Eberswalde) — місто в Німеччині, розташоване в землі Бранденбург. Входить до складу району Барнім.
Площа — 58,17 км2. Населення становить 40 965 ос. (станом на 31 грудня 2020).
Місто має 7 міських районів.

## Історія

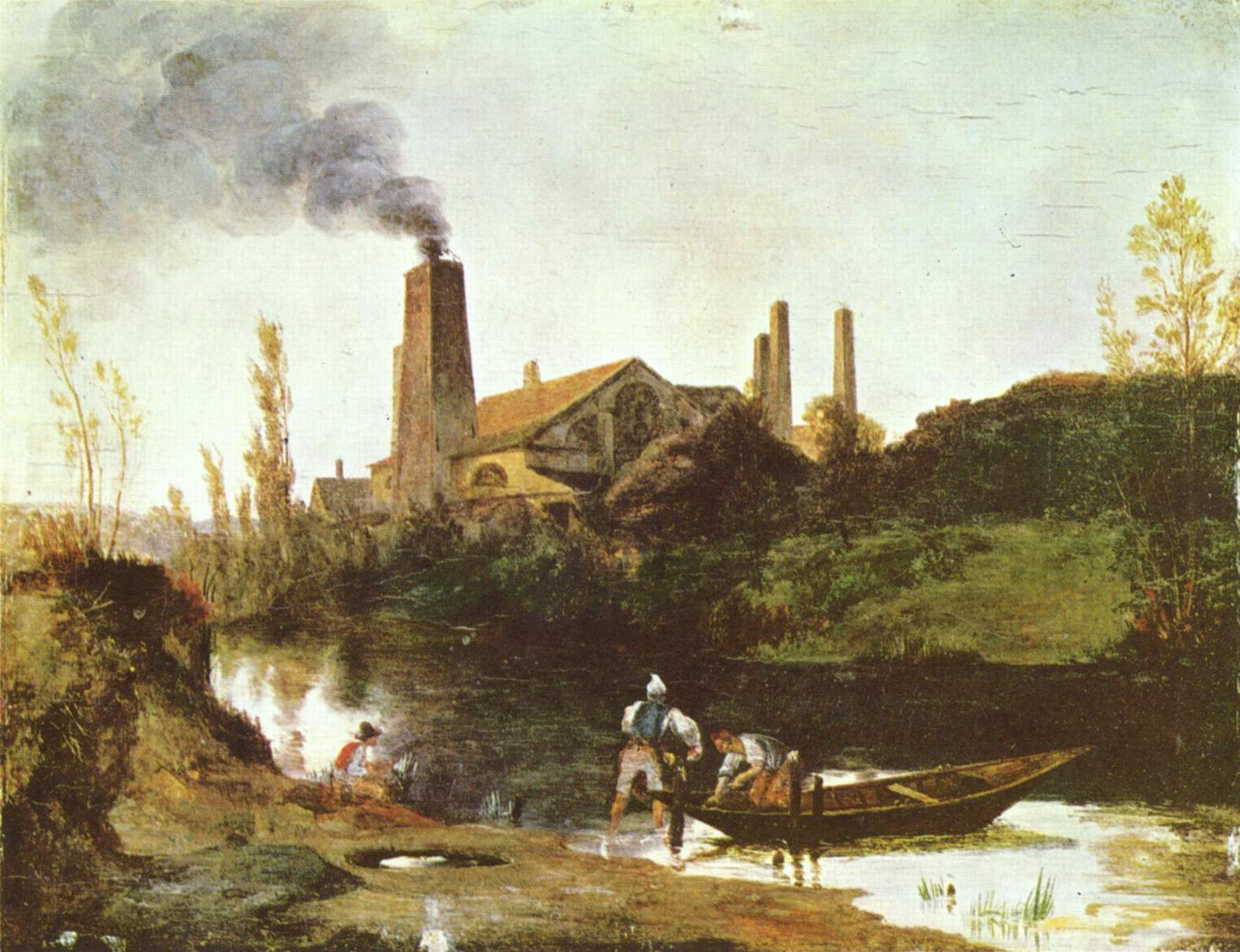
Металургійне підприємство поблизу Еберсвальде. 1830.

У 1970 Еберсвальде об'єднаний з Фіновом і називається Еберсвальде-Фінов.
1 липня 1993 місто одержало офіційну назву Еберсвальде.

## Особистості

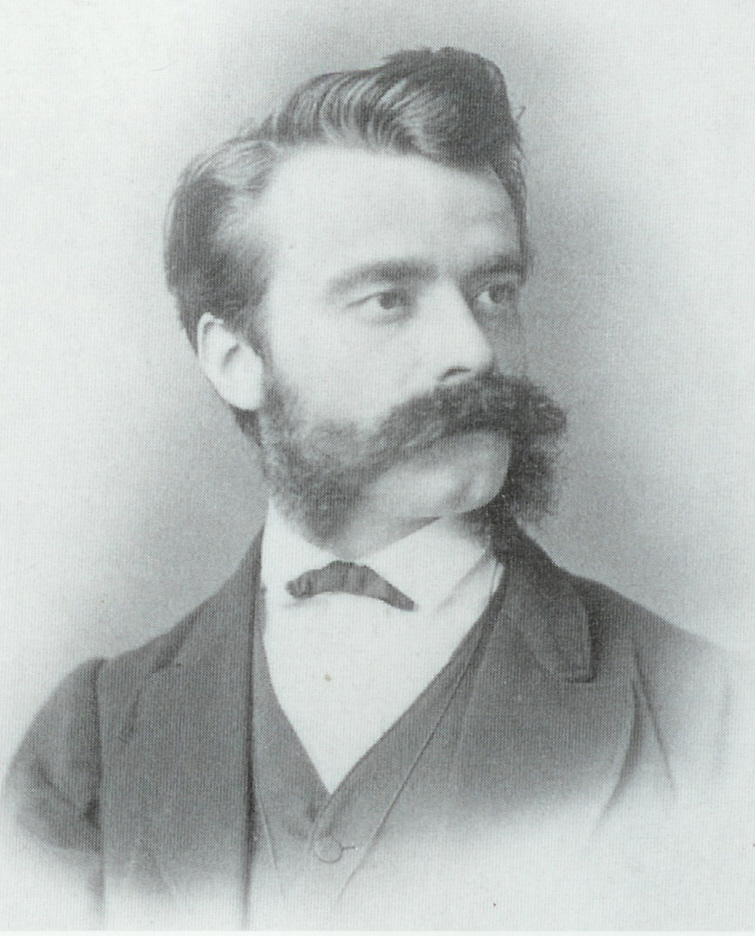
Роберт Хартіг, учений-лісівник

- Вернер Форсман (1904—1979), лікар, лауреат Нобелівської премії.
- Ерхард Мейер (* 1939) — австрійський політик, член Федеральної ради, європарламентар.
- Фрідріх Міт (1888—1944), німецький офіцер, генерал піхоти вермахту.
- Вільгельм Пфайль (1783—1859), учений-лісівник, викладач, науковий письменник.

## Фото

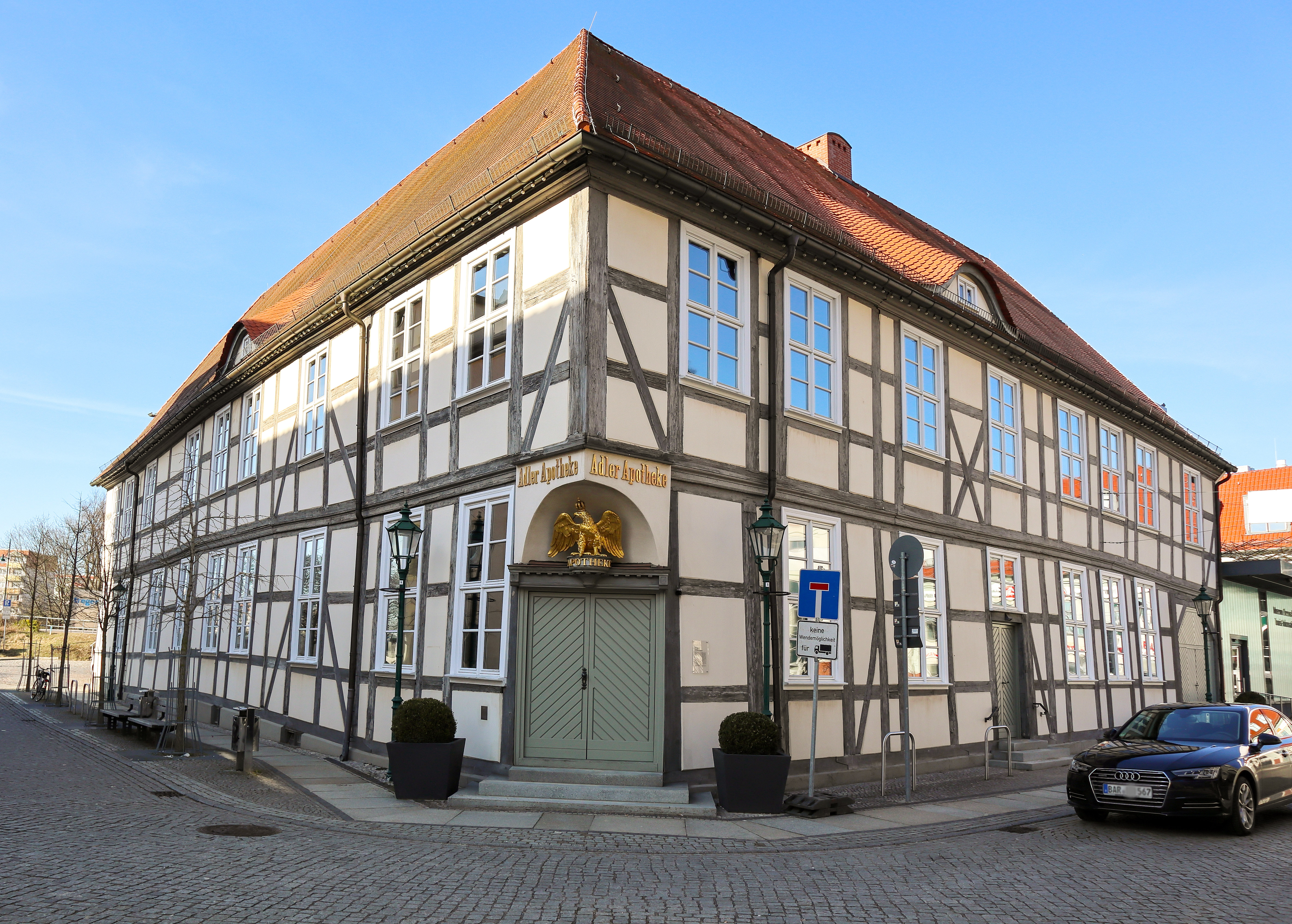
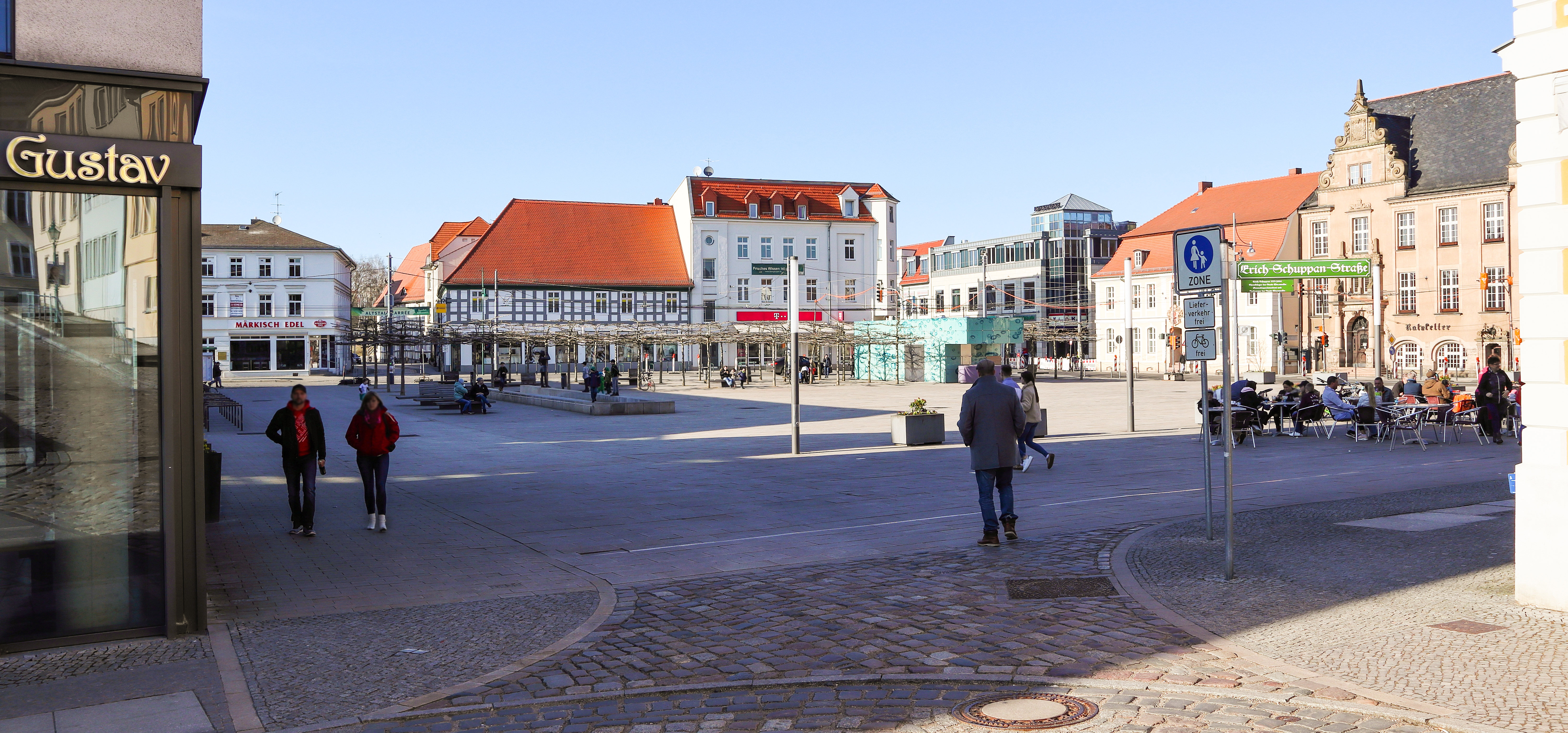
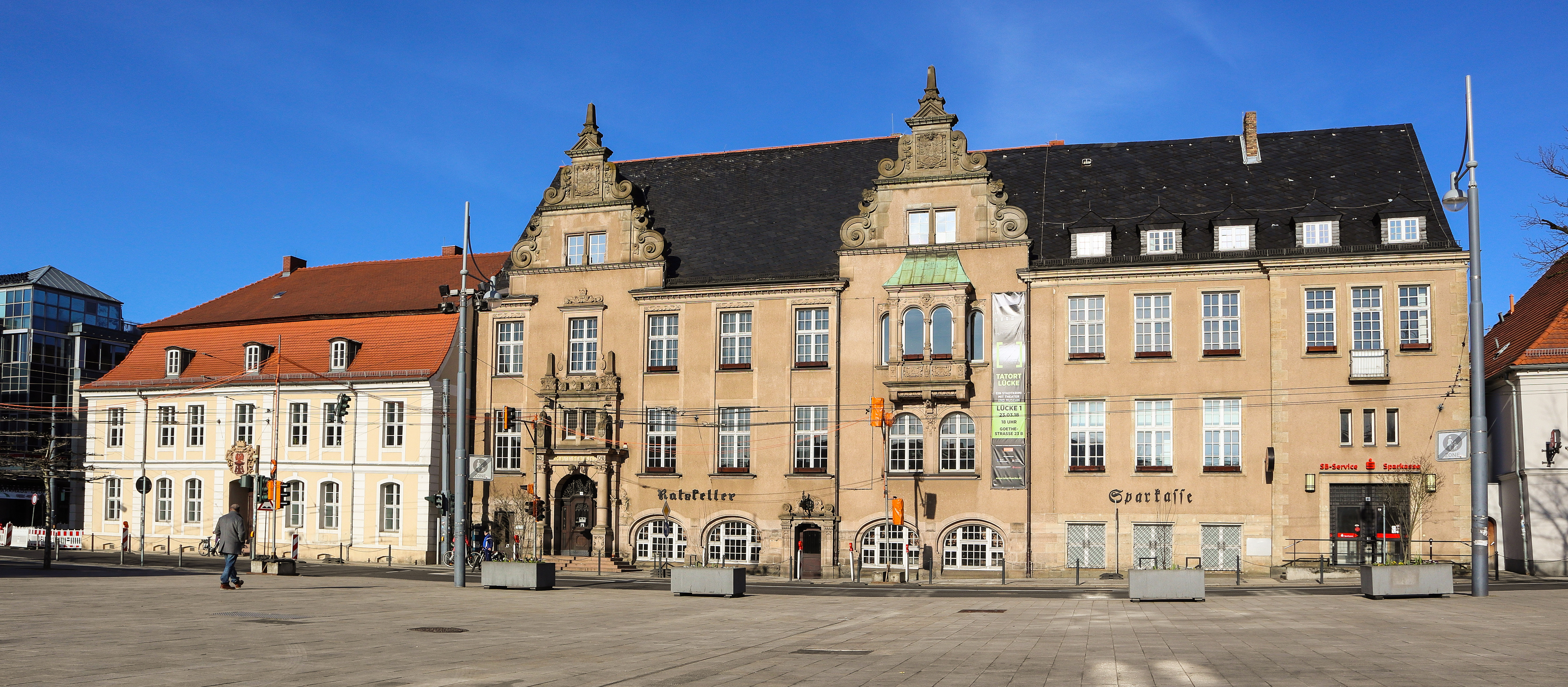
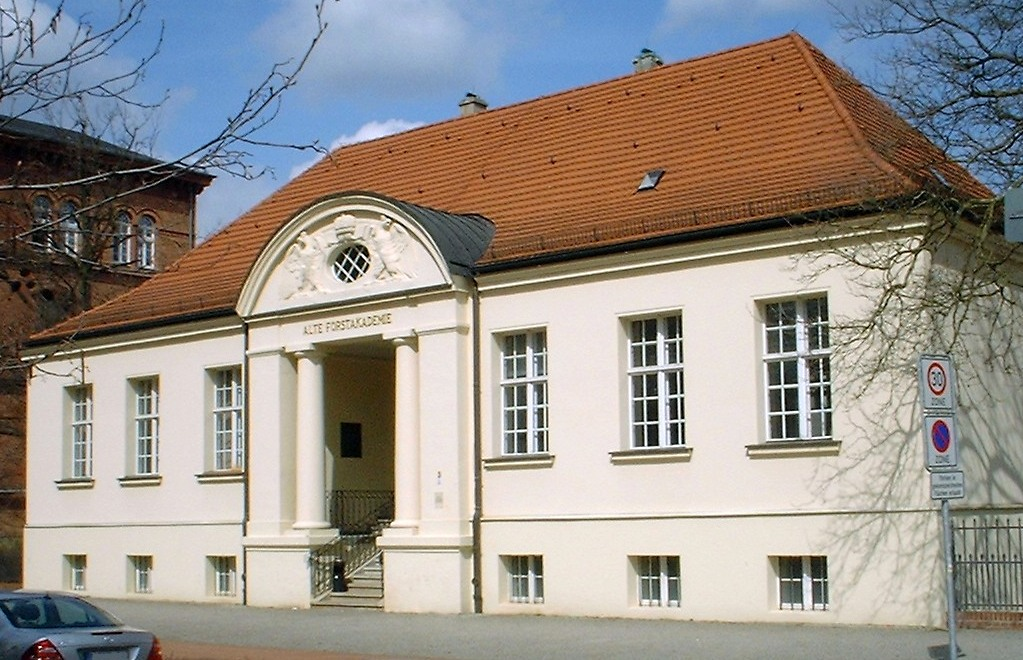
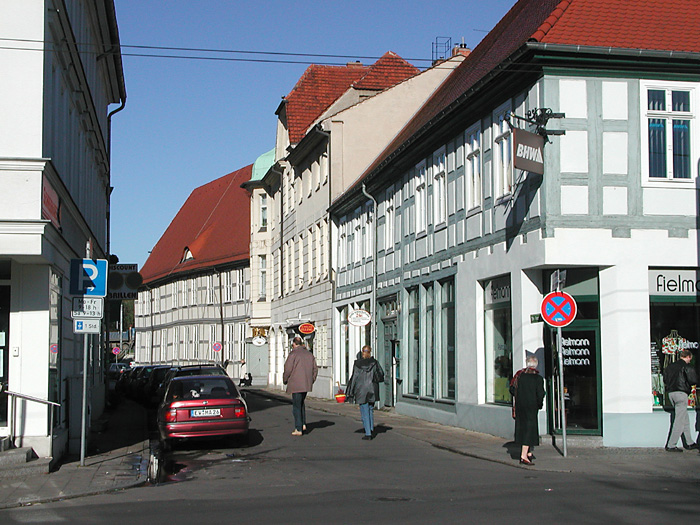
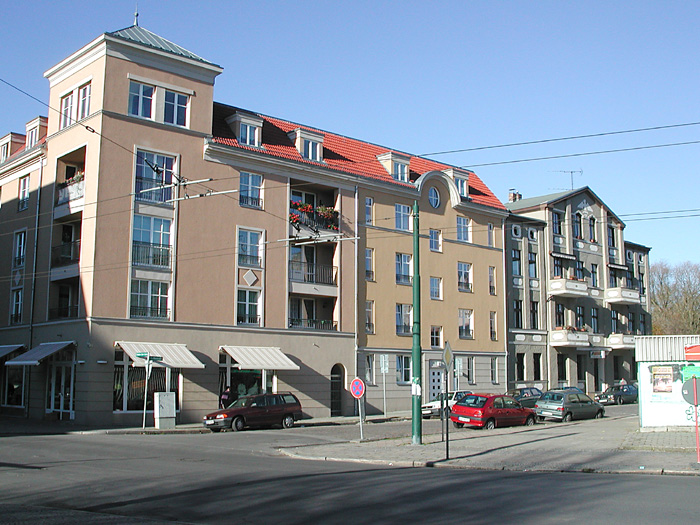
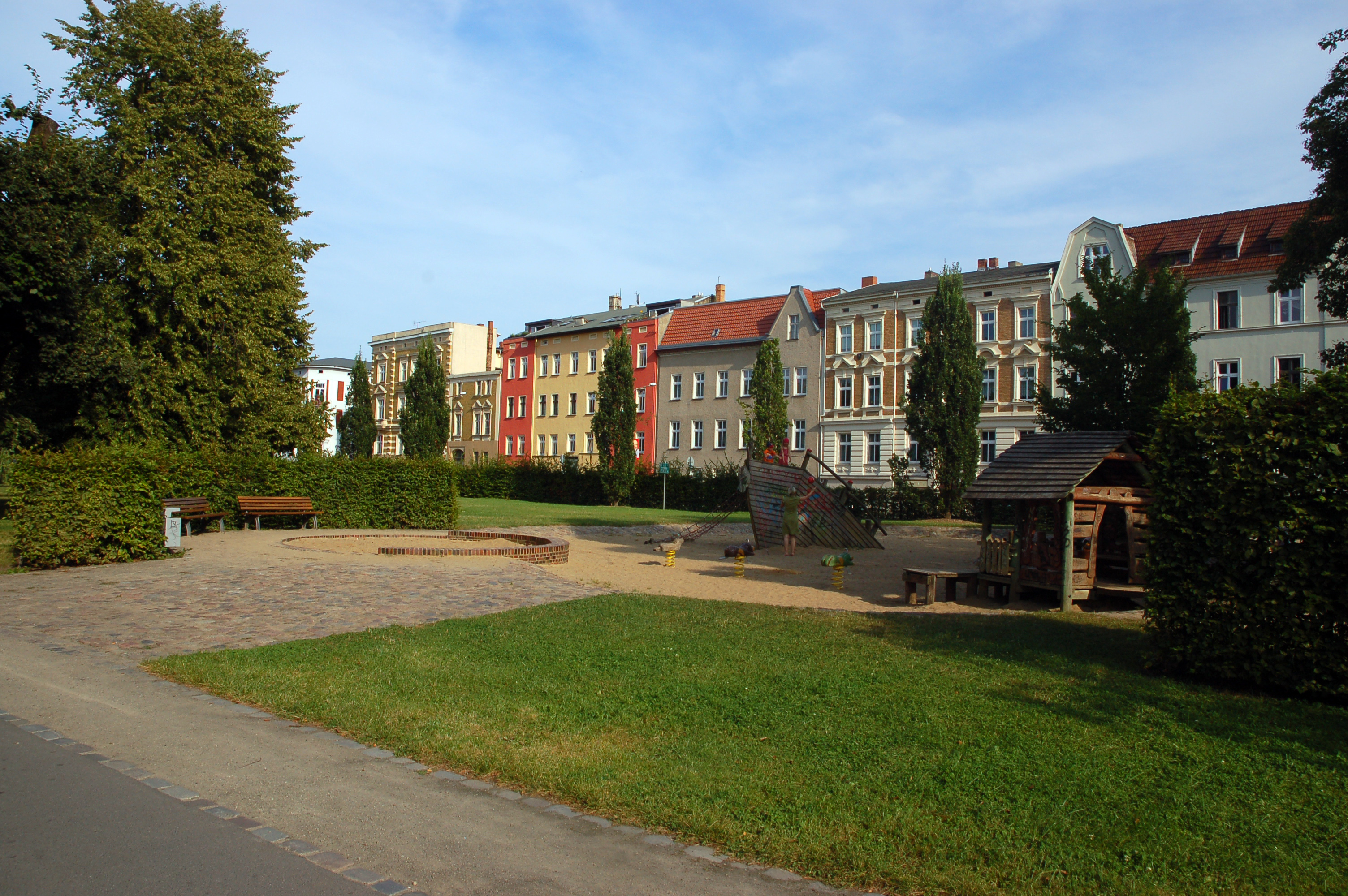
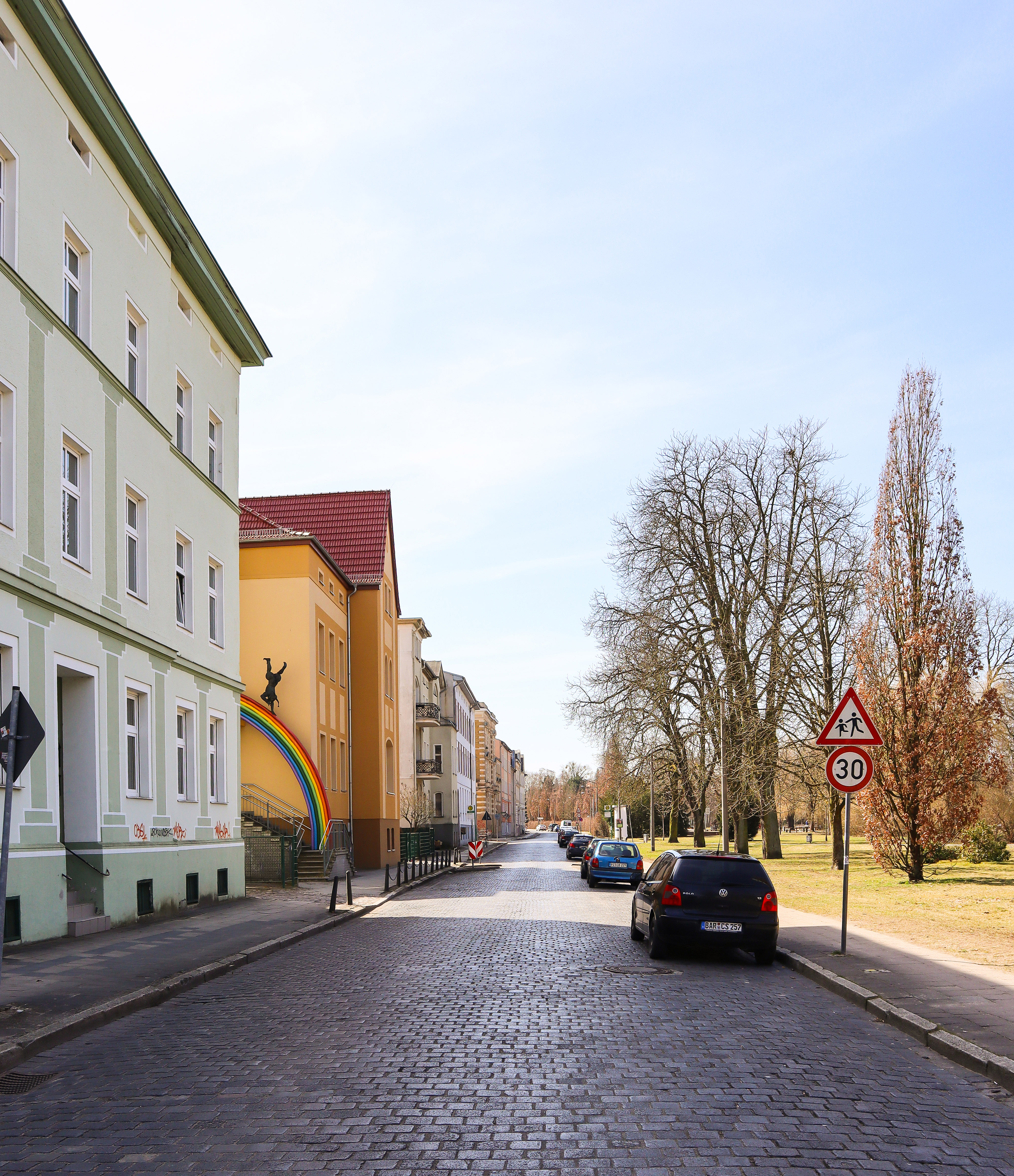
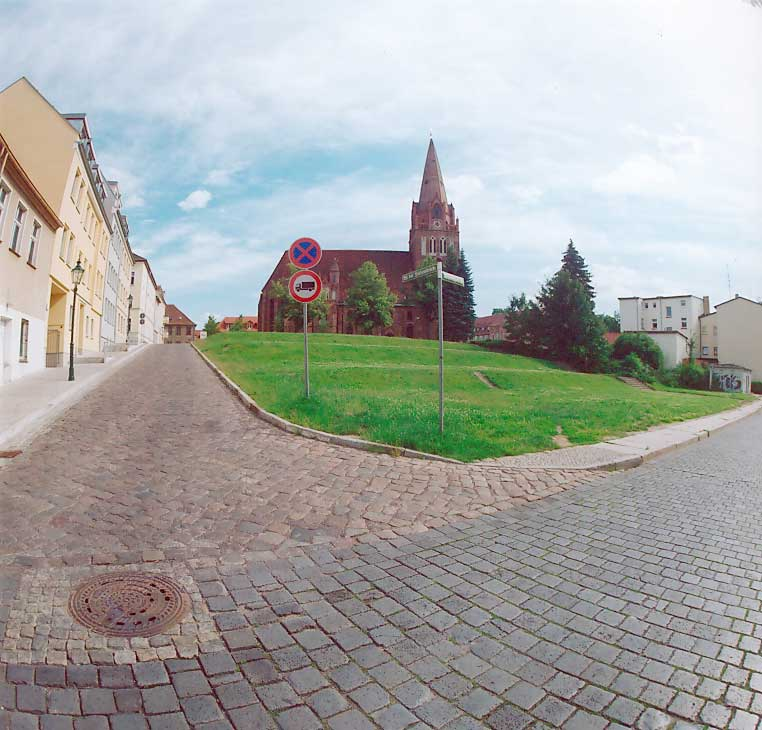
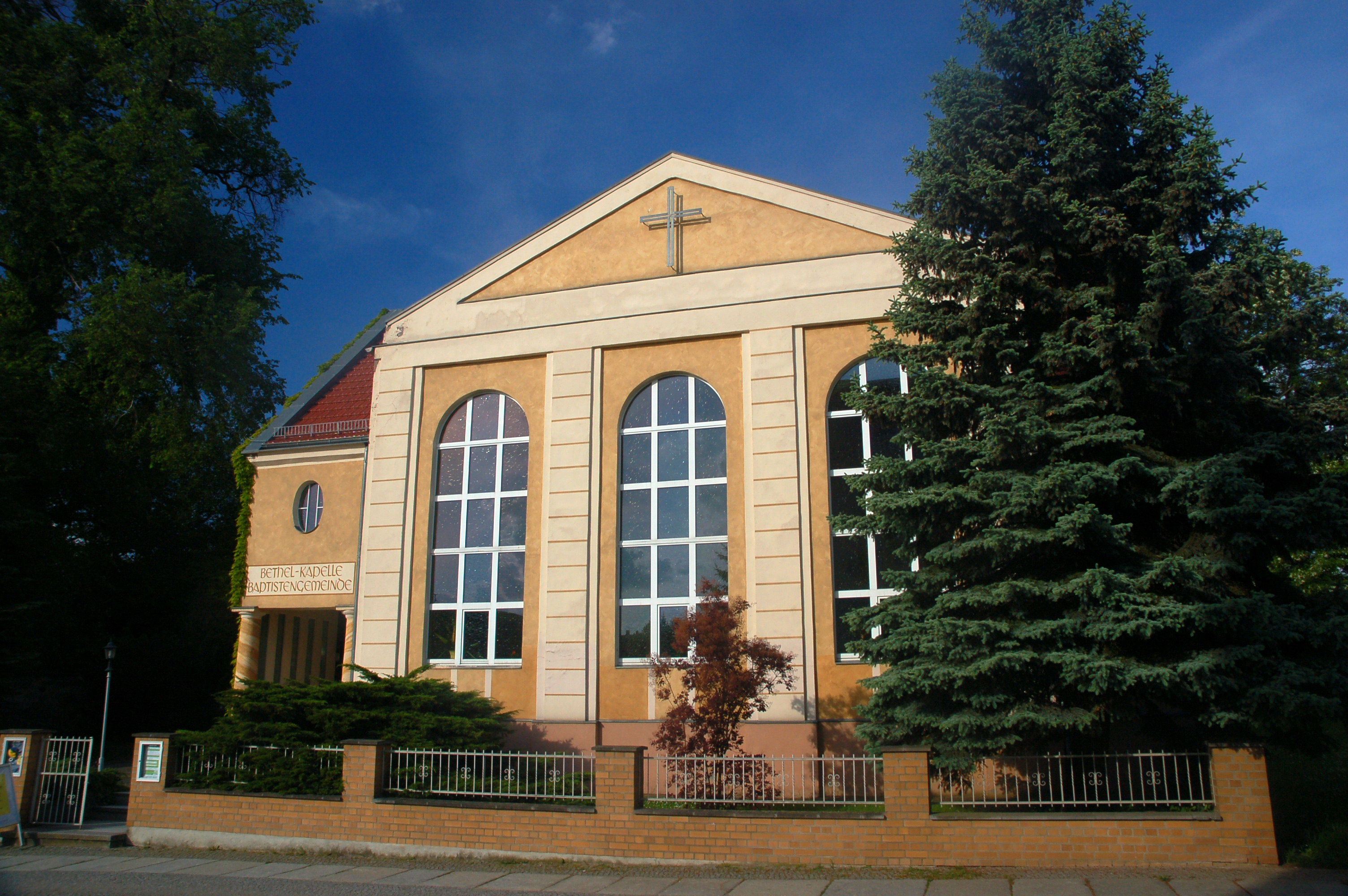
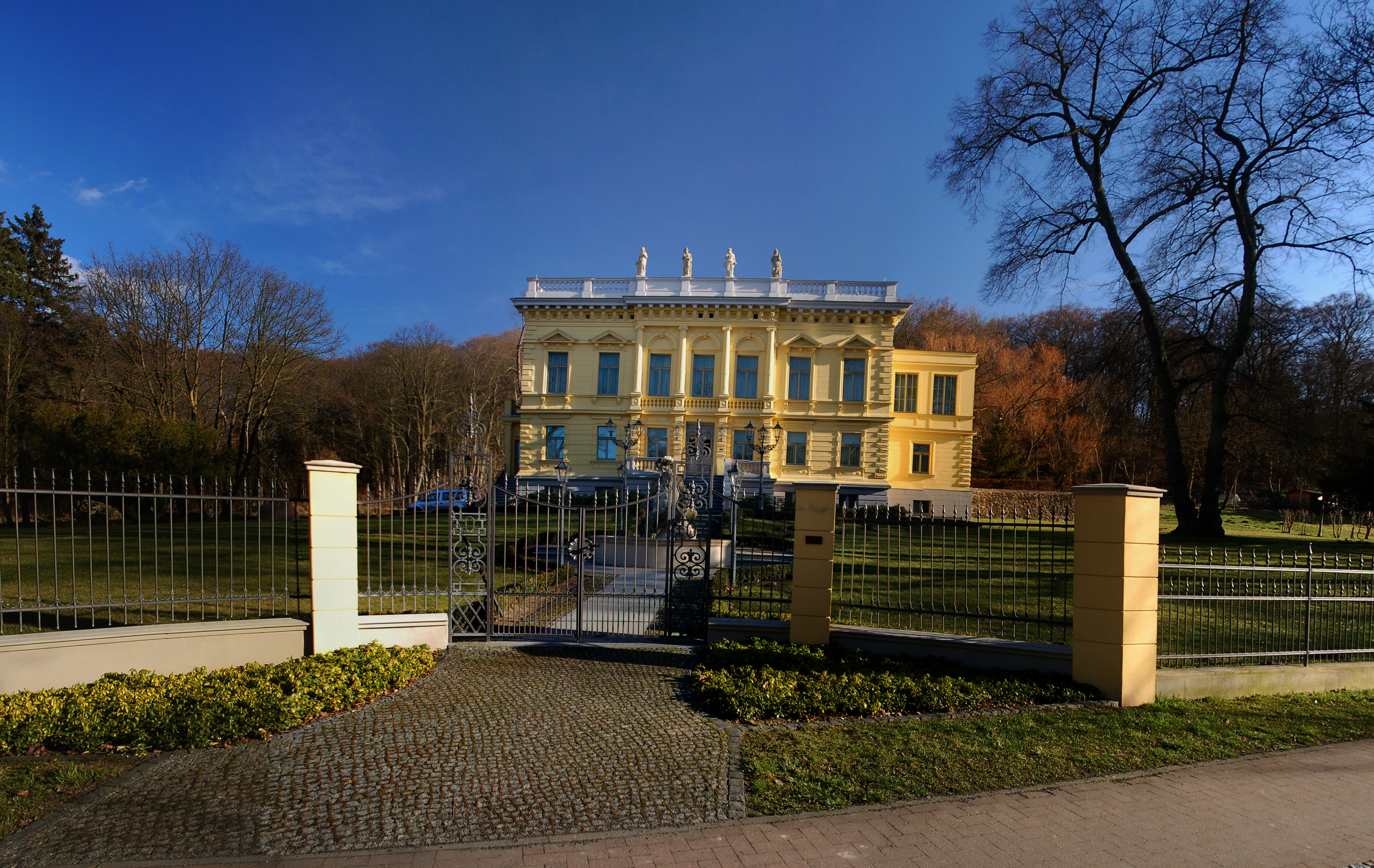
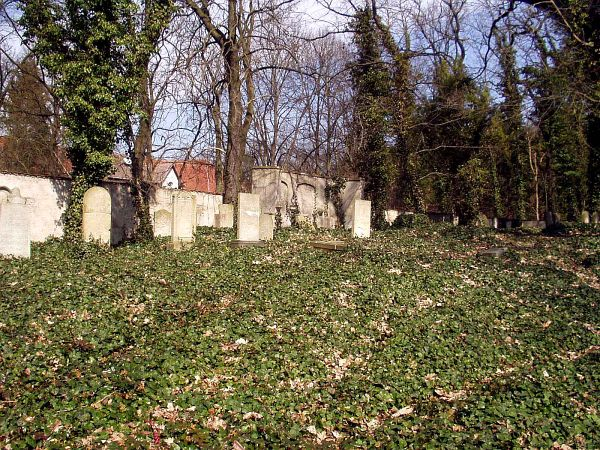
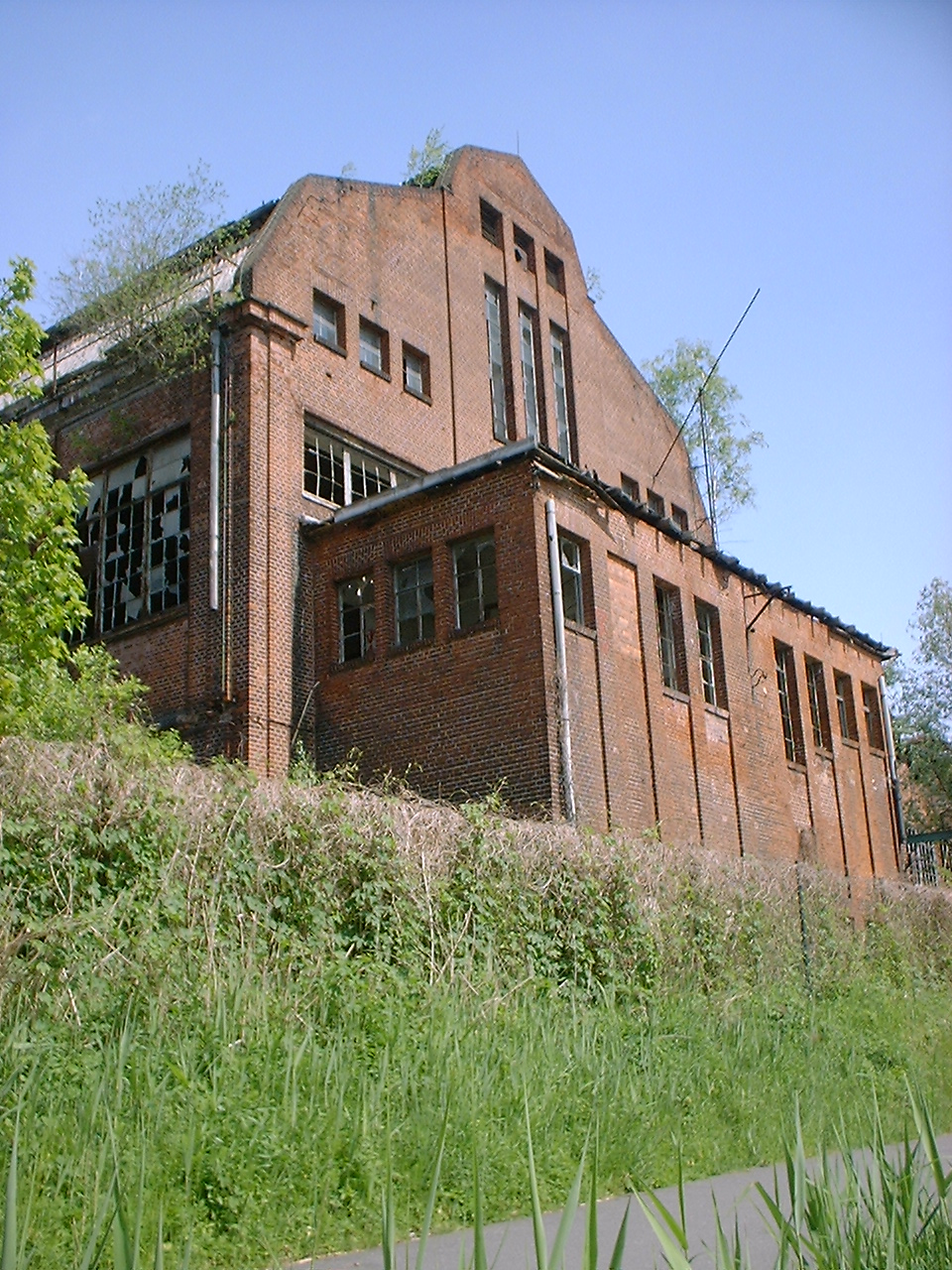
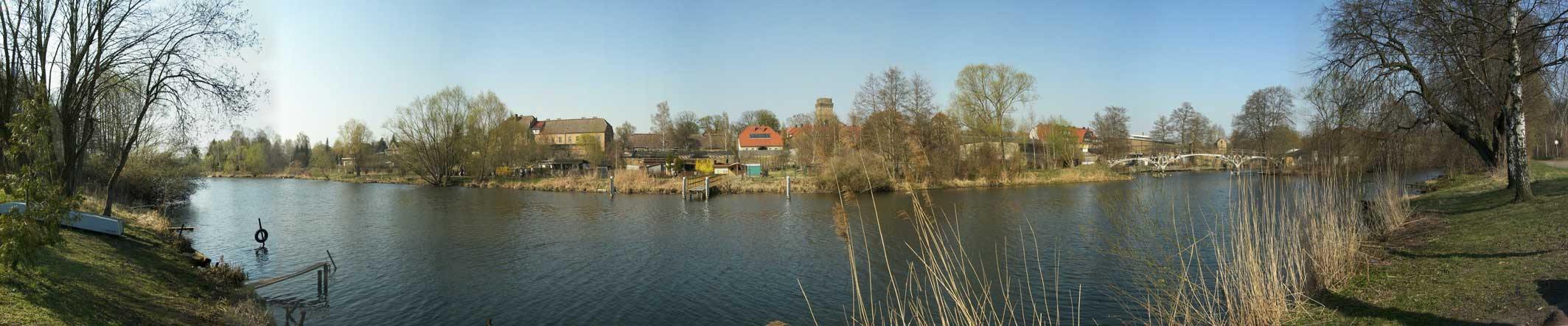